# Finanzas de La Iglesia de Jesucristo de los Santos de los Últimos Días

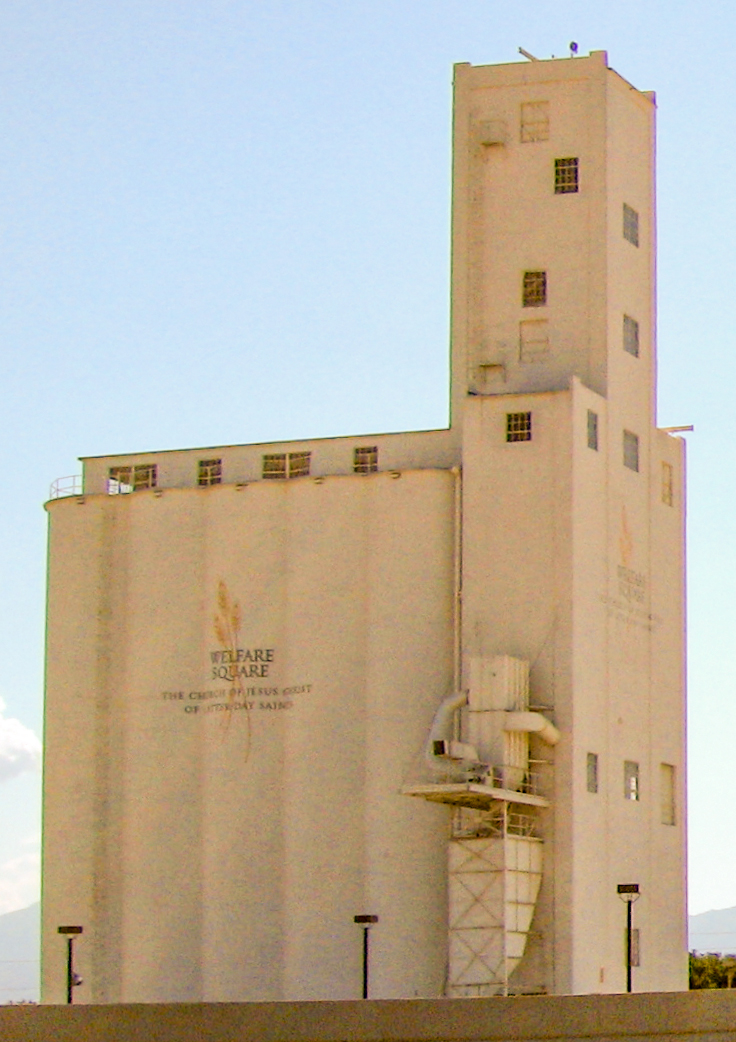
Este silo de 15 barriles en Welfare Square contiene suficiente trigo para alimentar a una pequeña ciudad durante seis meses.

Las finanzas de La Iglesia de Jesucristo de los Santos de los Últimos Días, también conocida informalmente como iglesia mormona o iglesia SUD, son similares a las de otras organizaciones religiosas y sin fines de lucro, ya que su financiación proviene de las donaciones de sus miembros y su principal gasto consiste en la construcción y mantenimiento de instalaciones.
Cuando la iglesia SUD recibe más donaciones de las que paga en gastos del período, utiliza el excedente para construir una reserva para gastos de capital y para años futuros cuando los gastos del período pueden exceder las donaciones. La iglesia invierte su reserva para mantener el capital y generar un rendimiento razonable y dirige sus inversiones a activos que generen ingresos que puedan ayudarlo en su misión, como las tierras agrícolas y las empresas relacionadas con la comunicación y el City Creek Center.
La iglesia SUD no ha divulgado públicamente sus estados financieros en los Estados Unidos desde 1959. La iglesia sí divulga sus finanzas en el Reino Unido y Canadá donde la ley así lo exige. En el Reino Unido, estas finanzas son auditadas por la oficina de PricewaterhouseCoopers ubicada en dicho país.
La iglesia SUD mantiene un departamento de auditoría interna que proporciona su certificación en cada conferencia general anual de que las contribuciones se recaudan y gastan de acuerdo con la política establecida de la iglesia. Además, la iglesia contrata a una firma de contadores públicos (actualmente Deloitte) para realizar auditorías anuales en los Estados Unidos de sus entidades sin fines de lucro, con fines de lucro y algunas entidades educativas.

## Historia
En las décadas de 1880 y 90, la iglesia SUD cayó en graves dificultades financieras debido a varios factores que se exacerbaron por la depresión económica nacional que comenzó con el pánico de 1893.
De conformidad con las disposiciones de la Ley Edmunds-Tucker contra la poligamia de 1887, que se confirmó en el fallo de la Corte Suprema de 1890 de la Corporación Tardía de La Iglesia de Jesucristo de los Santos de los Últimos Días contra los Estados Unidos, el gobierno de los Estados Unidos confiscó propiedades de la iglesia SUD, incluido el dinero del diezmo donado por los miembros (nunca se confiscó bienes inmuebles como iglesias y templos, aunque la ley Edmund-Tucker permitió tales incautaciones). Además, la iglesia SUD había pedido un préstamo extenso para financiar una variedad de desarrollos de infraestructura tales como molinos y después de la crisis financiera de 1893, la iglesia SUD no pudo hacer pagos puntuales de sus préstamos. Wilford Woodruff, presidente de la iglesia desde 1889 hasta 1898, expresó en privado dudas de que la iglesia alguna vez pagaría sus deudas. Finalmente, la iglesia SUD obtuvo el respaldo del banco de inversión Kuhn, Loeb & Co. para emitir bonos respaldados por el trabajo de los residentes de Utah.
Cuando Lorenzo Snow se convirtió en presidente de la iglesia en 1898, la iglesia SUD tenía una deuda de USD 2,3 millones. Snow volvió a enfatizar el pago del diezmo (dando el 10% de los ingresos a la iglesia) y en 1907 la iglesia estaba completamente sin deudas y desde entonces no ha utilizado la deuda para financiar sus operaciones, incluso para proyectos de capital. Una de las primeras empresas pioneras de la iglesia SUD fue ZCMI, que duró desde 1868 hasta desinvertir en ZCMI Center Mall en 2007.
A fines de la década de 1950 y principios de la década de 1960, la iglesia aumentó considerablemente el gasto en edificios bajo el liderazgo de Henry Moyle. El razonamiento de Moyle fue que al construir centros de reuniones más grandes, la iglesia atraería a más conversos. El programa acelerado de construcción condujo a un déficit de USD  32 millones en 1962. Fue Moyle quien convenció a David O. McKay de suspender la publicación de un estado financiero anual para ocultar el alcance del gasto. Eventualmente, McKay liberó a Moyle de sus responsabilidades administrativas y los gastos fueron controlados.
Moyle también es responsable de adquirir lo que hoy es una de las propiedades más valiosas de la iglesia: el Deseret Cattle and Citrus Ranch. Otro activo altamente rentable es el Centro Cultural Polinesio que se convirtió en una de las atracciones turísticas más populares de Hawái bajo el liderazgo de Howard W. Hunter durante los años 1960 y 1970.